# Smestad Station
Smestad Station (Smestad stasjon) er en metrostation på Røabanen på T-banen i Oslo. Stationen ligger i Smestad, på sydsiden af Sørkedalsveien, og dermed lige netop indenfor bydelen Ullern. Stationen ligger historisk set på Røabanen, men Kolsåsbanen grener af vest for stationen, der derfor betjenes af begge baner.
Stationen åbnede 17. november 1912 som endestation for Smestadbanen, der blev forlænget som Røabanen i 1935. Omkring 1935 blev banen lagt i tunnel fra Smestad og under Sørkedalsveien. I 1942 blev stationen fælles for både Røabanen og den nyanlagte Kolsåsbanen. I 1995 blev stationen ombygget til metrostandard med blandt andet strømskinne i stedet for køreledning. Samtidig blev nabostationerne Sørbyhaugen og Heggeli nedlagt.
I de første årtier efter Anden Verdenskrig var der en række forskellige forretninger omkring stationen, der dækkede de fleste af dagligdagens behov, f.eks. postkontor, bank, blomsterbutik, farvehandel, købmand og benzintank. I 2010 fandtes benzintanken stadig, men de fleste andre var skiftet ud med f.eks. kiosk, apotek og bedemand.